# Vicariato apostólico de Calapán
El vicariato apostólico de Calapán (en latín: Vicariatus Apostolicus Calapanensis, en inglés: Apostolic Vicariate of Calapan y en tagalo: Bikaryatikong Apostoliko ng Calapan) es una circunscripción eclesiástica de la Iglesia católica en Filipinas. Se trata de un vicariato apostólico latino, inmediatamente sujeto a la Santa Sede. Desde el 17 de abril de 1989 su vicario apostólico es Warlito Cajandig y Itcuas.

## Territorio y organización

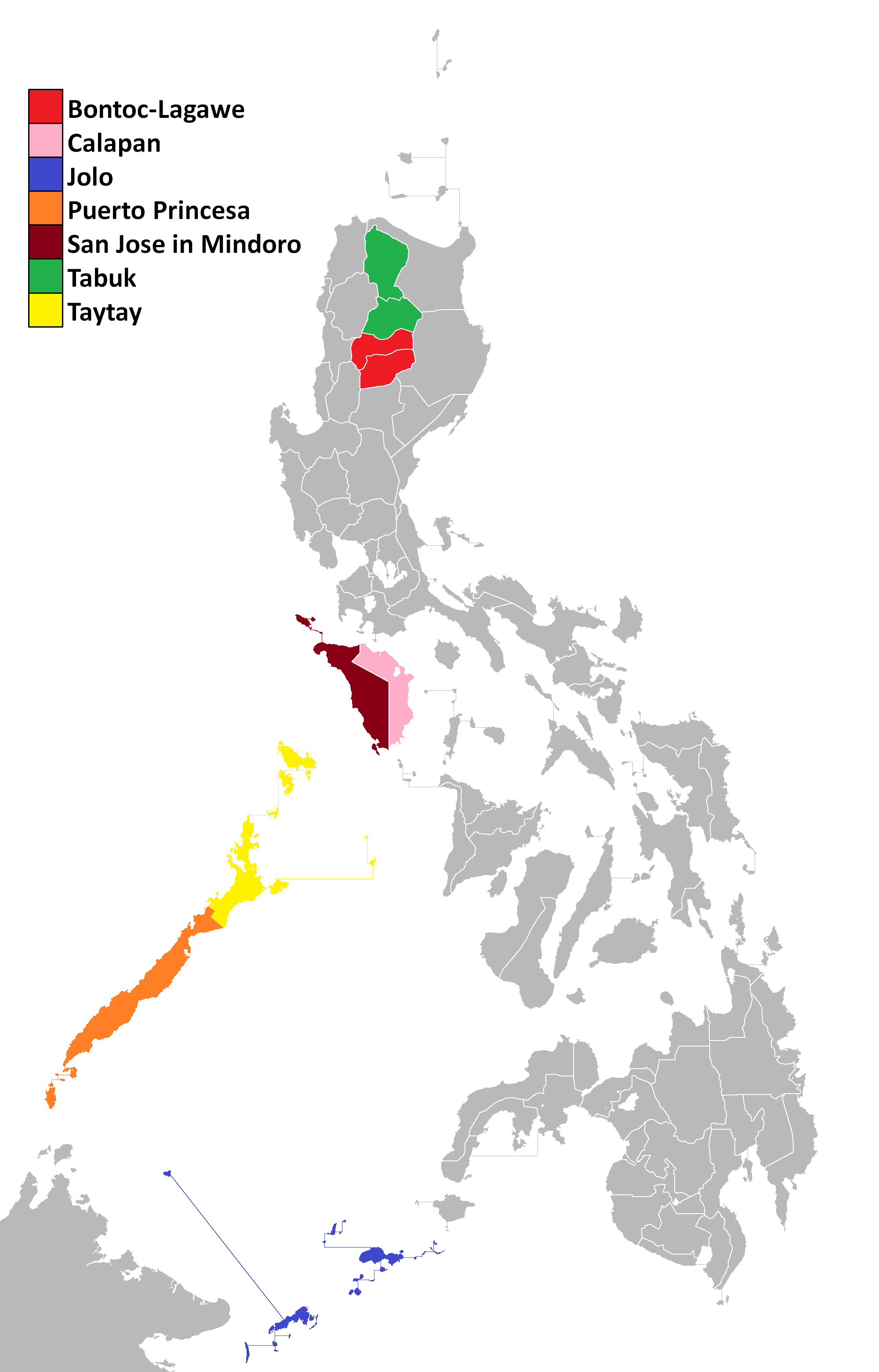
Vicariatos apostólicos de Filipinas, en color rosa Calapán

El vicariato apostólico tiene 4238 km² y extiende su jurisdicción sobre los fieles católicos de rito latino residentes en la provincia de Mindoro Oriental en la región Tagala Sudoccidental (isla Mindoro). 
La sede del vicariato apostólico se encuentra en la ciudad de Calapán, en donde se halla la Catedral del Santo Niño.
En 2020 en el vicariato apostólico existían 23 parroquias agrupadas en 7 vicarías:
Inmaculada Concepción
- Parroquia de la Santísima Trinidad, Baco.
- Parroquia de la Inmaculada Concepción (F-1947), Puerto Galera.
- Parroquia de la Inmaculada Concepción (F-1951), San Teodoro.

Santo Niño
- Catedral del Santo Niño (F-1937), Calapán.
- Parroquia de Nuestra Señora del Pilar (F-1975), barrio Comunal, Calapán.
- Parroquia de San Lorenzo Ruiz (F-1991), barrio de Masipit, Calapán.
- Parroquia de Nuestra Señora del Perpetuo Socorro (F-1991), barrio de Managpi, Calapán.
- Parroquia de San Francisco de Asís (F-1991), barrio de Suqui, Calapán.
- Capellanía de San Benito (F-1993), barrio de Lalud, Calapán.
- Capellanía de la Misericordia Divina (F-1994), barrio de Pachoca, Calapán.
- Capellanía de San Pedro y San Pablo (F-1999), barrio de Lumangbayán, Calapán.

Buen Pastor
- Parroquia del Buen Pastor (F-1956), Victoria.
- Parroquia de San Nicolás de Tolentino (F-1937), Nauján.
- Parroquia del Espíritu Santo (F-1961), barrio de Barcenaga, Nauján.
- Parroquia de San José Obrero (F-1986), barrio de Melgar, Nauján.
- Capellanía de Santa Ana (F-1994), barrio de Macatoc, Victoria.
- Capellanía de San Agustín (F-2006), barrio de San Agustín, Nauján.
- Misión de Santa Rosa de Lima (F-2006), barrio de Aurora, Nauján.

Divino Salvador
- Parroquia de San Agustín (F-1937), Pinamalayán.
- Parroquia de la Sagrada Familia (F-1954), Socorro.
- Parroquia de San Juan Bautista (F-1937), Pola.
- Parroquia del Divino Salvador (F-1969), Bansud.
- Misión de San Isidro Labrador (F-2006), barrio de Nabuslot, Pinamalayán.

Pax Christi
- Parroquia del Santo Niño (F-1947), Roxas.
- Parroquia de San José (F-1938), Bongabong.
- Parroquia de Cristo Rey (F-1975), barrio de San Mariano, Roxas.
- Parroquia de Santa Catalina (F-1952), Mansalay.
- Parroquia de San Pedro y San Pablo (F-1952), Bulalacao.
- Misión de San Isidro (F-2007), barrio de San Isidro, Bongabong.

Cristo Resucitado
Misiones entre los mangyan:
- Tribu Iraya, Población, San Teodoro.
- Tribu Alangán, barrio de Paitán, Nauján.
- Tribu Tadyawan, Zone 2, Población, Socorro.
- Tribu Buhid/Bangon, barrio de San Mariano, Roxas.
- Tribu Hanunuo, Sitio Bait, barrio de Panaytayán, Mansalay.

## Historia
La prefectura apostólica de Mindoro fue erigida el 2 de julio de 1936 con la bula Ad catholicum nomen del papa Pío XI, obteniendo el territorio de las diócesis de Lipá y Jaro (hoy ambas arquidiócesis). La sede de la nueva prefectura apostólica, encomendada a los misioneros verbitas, fue la ciudad de Calapán.
El 12 de julio de 1951, en virtud de la bula Merito ab Apostolica del papa Pío XII, la prefectura apostólica fue elevada a vicariato apostólico y tomó su nombre actual.
El 19 de diciembre de 1974 cedió una parte de su territorio para la erección de la diócesis de Romblón mediante la bula Christi Ecclesia del papa Pablo VI.
El 27 de enero de 1983 cedió otra parte de su territorio para la erección del vicariato apostólico de San José en Mindoro mediante la bula Qui Dei volente del papa Juan Pablo II.

## Estadísticas
Según el Anuario Pontificio 2021 el vicariato apostólico tenía a fines de 2020 un total de 896 190 fieles bautizados.
| Año                                                                             | Población            | Población | Población      | Sacerdotes | Sacerdotes    | Sacerdotes    | Bautizados por sacerdote | Diáconos permanentes | Religiosos | Religiosos | Parroquias |
| Año                                                                             | Bautizados católicos | Total     | % de católicos | Total      | Clero secular | Clero regular | Bautizados por sacerdote | Diáconos permanentes | Varones    | Mujeres    | Parroquias |
| ------------------------------------------------------------------------------- | -------------------- | --------- | -------------- | ---------- | ------------- | ------------- | ------------------------ | -------------------- | ---------- | ---------- | ---------- |
| 1950                                                                            | 138 000              | 170 000   | 81.2           | 22         |               | 22            | 6272                     |                      |            | 21         | 12         |
| 1969                                                                            | 334 700              | 395 700   | 84.6           | 55         | 1             | 54            | 6085                     |                      | 58         | 29         | 28         |
| 1980                                                                            | 482 000              | 609 000   | 79.1           | 60         | 9             | 51            | 8033                     |                      | 54         | 44         | 30         |
| 1990                                                                            | 514 972              | 603 252   | 85.4           | 42         | 16            | 26            | 12 261                   |                      | 49         | 52         | 19         |
| 1999                                                                            | 564 570              | 643 287   | 87.8           | 57         | 36            | 21            | 9904                     |                      | 42         | 73         | 21         |
| 2000                                                                            | 621 027              | 707 676   | 87.8           | 59         | 38            | 21            | 10 525                   |                      | 42         | 69         | 21         |
| 2001                                                                            | 647 000              | 738 422   | 87.6           | 52         | 36            | 16            | 12 442                   |                      | 39         | 75         | 21         |
| 2002                                                                            | 621 027              | 717 676   | 86.5           | 59         | 39            | 20            | 10 525                   |                      | 43         | 69         | 21         |
| 2003                                                                            | 649 057              | 721 175   | 90.0           | 54         | 44            | 10            | 12 019                   |                      | 21         | 79         | 21         |
| 2004                                                                            | 621 027              | 707 676   | 87.8           | 59         | 45            | 14            | 10 525                   |                      | 25         | 70         | 20         |
| 2010                                                                            | 756 000              | 814 000   | 92.9           | 61         | 42            | 19            | 12 393                   |                      | 19         | 79         | 23         |
| 2014                                                                            | 814 000              | 877 000   | 92.8           | 59         | 39            | 20            | 13 796                   |                      | 20         | 70         | 23         |
| 2017                                                                            | 855 580              | 921 740   | 92.8           | 68         | 44            | 24            | 12 582                   |                      | 24         | 74         | 23         |
| 2020                                                                            | 896 190              | 965 500   | 92.8           | 66         | 45            | 21            | 13 578                   |                      | 21         | 67         | 23         |
| Fuente: Catholic-Hierarchy, que a su vez toma los datos del Anuario Pontificio. |                      |           |                |            |               |               |                          |                      |            |            |            |

## Episcopologio
- William Finnemann, S.V.D. † (4 de diciembre de 1936-26 de octubre de 1942 falleció)
- Henry Ederle, S.V.D. † (21 de junio de 1946-12 de julio de 1951 renunció)
- Wilhelm Josef Duschak, S.V.D. † (12 de julio de 1951-26 de noviembre de 1973 renunció)
- Simeon Oliveros Valerio, S.V.D. † (26 de noviembre de 1973-26 de septiembre de 1988 renunció)
- Warlito Cajandig y Itcuas, desde el 17 de abril de 1989[7]